# Aeoloscelis ancistrota
Aeoloscelis ancistrota is een vlinder uit de familie Stathmopodidae. De wetenschappelijke naam van de soort is voor het eerst geldig gepubliceerd in 1923 door Turner.